# Меховице-Вельке
Мехови́це-Ве́льке (пол. Miechowice Wielkie) — село в Польше, находящееся в гмине Ветшиховице Тарнувского повета Малопольского воеводства.

## География
Село располагается в 7 км от административного центра гмины Ветшиховице, 25 км от города Тарнув и 60 км от города Кракова.

## История
С 1975 по 1998 года село входило в Тарнувское воеводство.